# علی تجویدی
علی تجویدی (زادهٔ ۱۵ آبان ۱۲۹۸ در تهران – درگذشتهٔ ۲۴ اسفند ۱۳۸۴ در تهران) نوازندهٔ ویلن و سه‌تار، آهنگساز، پژوهشگر و نویسندهٔ اهل ایران بود.

## زندگی
علی تجویدی در ۱۵ آبانِ ۱۲۹۸ در کوچه ظهیرالاسلام تهران زاده شد. او اصالتاً  اصفهانی بود. پدرش هادی تجویدی و برادران وی محمد تجویدی و علی‌اکبر تجویدی از نقاشان سرشناس بودند.
در آبان ۱۳۹۸ مراسم نکوداشت یکصدمین سالروز تولد علی تجویدی در تالار وحدت تهران برگزار شد.

## یادگیری موسیقی
علی تجویدی آموختن موسیقی را از کودکی نزد پدرش «هادی‌خان تجویدی» که در نقاشی از شاگردان کمال‌الملک و در موسیقی از شاگردان درویش‌خان بود آغاز کرد. پس از مدتی نزد «ظهیرالدینی» به فراگیری فلوت پرداخت. خود او نقل کرده که از دوازده سالگی دستگاه‌های موسیقی ایرانی را می‌شناخته‌است.
از شانزده‌سالگی نزد حسین یاحقی نواختن ویولن را آموخت و پس از دو سال به کلاس درس ابوالحسن صبا (که دوست و همکار پدر تجویدی در زمینه نقاشی بود) راه یافت. به مدت هشت سال در مکتب او به فراگیری ویولن و سه‌تار پرداخت. او مدتی نیز در کلاس درس چند نوازندهٔ ویولن کلاسیک با شیوه نوازندگی غربی آشنایی یافت. پس از آن با راهنمایی صبا، به محفل هنری محمد ایرانی مجرد راه یافت و با بسیاری از هنرمندان سرشناس آشنا شد و از هنرمندانی نظیر: محمد ایرانی مجرد، اسماعیل قهرمانی، سید حسین طاهرزاده و رکن‌الدین مختاری که به آن محفل رفت‌وآمد داشتند، بهره برد. تجویدی یکی از شاگردان سرشناس صبا بود و در غیبت وی کلاس او را اداره می‌کرد. او از نوازندگان نامدار ویلن بود و سال‌ها در هنرستان موسیقی تدریس می‌کرد.

## همکاری با خوانندگان
علاوه بر مهارت در نوازندگی، تجویدی در خلق قطعات موسیقی ایرانی، صدها ترانه را با صدای هنرمندان نامدار به اجرا درآورد.
دوران اوج شکوفایی، خلاقیت و شهرت وی به سال‌های همکاری‌اش با دلکش برمی‌گردد. مثلث تجویدی، دلکش و رحیم معینی کرمانشاهی در سال‌های ۱۳۳۵ تا ۱۳۴۰ را می‌توان خالق به‌یادماندنی‌ترین قطعات در موسیقی معاصر ایران دانست. جدای از قابلیت‌های حرفه‌ای و تکنیکی هریک از این سه تن در کار خودشان، رابطه عمیق عاطفی که در سال‌های دور میان این سه نفر شکل می‌گیرد را می‌توان عامل اصلی خلق چنین آثاری به‌شمار آورد.

همسر تجویدی در مصاحبه‌ای می‌گوید:
«درست همان روزی که دلکش فوت کرد، کسی از لندن با او تماس گرفت و چون من در خانه نبودم، با خودش صحبت کرده و خبر درگذشت او را به تجویدی داده بود. از آن روز به بعد تا سه هفته با هیچ کس حرف نزد، حتی یک کلام. تازگی‌ها حالش کمی بهتر شده‌است.»
علاوه بر این‌ها تجویدی ده‌ها ترانه برای مرضیه ساخته که از آن جمله، ترانهٔ سنگ خارا است که شعر آن از رحیم معینی کرمانشاهی و تنظیم و ارکستراسیون آن از روح‌الله خالقی و با ارکستر گل‌ها اجرا شده‌است.
علیرضا افتخاری هم آثاری از علی تجویدی را بازخوانی کرده است.

## پرورش هنرمندان
او استاد هنرمندانی چون هایده و حمیرا بوده‌است.

## پس از انقلاب
علی تجویدی پس از انقلاب ۱۳۵۷ ایران فعالیت کمتری داشت. او در سال‌های پایانی عمر، بسیار کم کارشده بود و تنها کاری مشترک با علی‌اصغر شاه‌زیدی بنام چرخ گردون با تنظیم فریدون شهبازیان و دو تصنیف با صدای محمدرضا شجریان و کلام بیژن ترقی به مناسبت آغاز به کار ارکستر ملی ایران و به رهبری فرهاد فخرالدینی بود؛ اجرا شد. آلبوم «یاد استاد» در بهار سال ۱۳۷۷ با صدای علیرضا افتخاری و آثاری از علی تجویدی منتشر شد. او همچنین، منتخب چهارمین همایش چهره‌های ماندگار در سال ۱۳۸۳ بود. همچنین از تجویدی بعد از انقلاب سه کتاب به نام‌های موسیقی ایران یک و دو توسط انتشارات سروش و کتاب سوم یا ماهور توسط نشر ماهور منتشر شد. 

## درگذشت
وی در ۲۴ اسفند ۱۳۸۴ (۱۵ مارس ۲۰۰۶) در سن ۸۶ سالگی به علت سرطان پروستات درگذشت. پیکر وی در قطعه هنرمندان بهشت زهرا، ردیف ۱۴۱ به خاک سپرده شد.

## آثار
آثار بی‌شماری از نواخته‌های علی تجویدی در برنامه‌های ساز سلو و برنامه گل‌ها و سایر برنامه‌های موسیقی رادیو ایران موجود است.
قطعات موسیقی زیر از ساخته‌های معروف تجویدی است:
| نام ترانه                       | دستگاه      | خواننده                | شاعر                 |
| ------------------------------- | ----------- | ---------------------- | -------------------- |
| یاد کودکی                       | اصفهان      | دلکش و علیرضا افتخاری  | رحیم معینی کرمانشاهی |
| آتش کاروان                      | شور         | دلکش و علیرضا افتخاری  | بیژن ترقی            |
| سفرکرده                         | چهارگاه     | دلکش و علیرضا افتخاری  | رحیم معینی کرمانشاهی |
| می‌گذرم                          | چهارگاه     | دلکش و علیرضا افتخاری  | رحیم معینی کرمانشاهی |
| آشفته‌حالی                       | شور         | دلکش و علیرضا افتخاری  | رحیم معینی کرمانشاهی |
| بر تربت حافظ                    | سه‌گاه       | دلکش                   | علی تجویدی           |
| یاد من کن                       | ماهور       | دلکش                   | رحیم معینی کرمانشاهی |
| بس کن                           | اصفهان      | دلکش                   | رحیم معینی کرمانشاهی |
| بازگشته                         | اصفهان      | دلکش                   | رحیم معینی کرمانشاهی |
| مرا عاشقی شیدا                  | سه‌گاه       | غلامحسین بنان          | منیره طه             |
| نیایش (صبرم عطا کن)             | سه‌گاه       | غلامحسین بنان و حمیرا  | بیژن ترقی            |
| پشیمانم                         | همایون      | حمیرا                  | بیژن ترقی            |
| صبرم عطا کن                     | سه‌گاه       | حمیرا                  | بیژن ترقی            |
| با دلم مهربان شو                | سه‌گاه       | حمیرا                  | بیژن ترقی            |
| داد از دل                       | سه‌گاه       | حسین قوامی (فاخته‌ای)   | رحیم معینی کرمانشاهی |
| سنگ خارا                        | دشتی        | مرضیه و علیرضا افتخاری | رحیم معینی کرمانشاهی |
| دیدی که رسوا شد دلم             | دشتی        | مرضیه و علیرضا افتخاری | رهی معیری            |
| رفتم که رفتم (از برت دامن کشان) | آواز شوشتری | مرضیه                  | رحیم معینی کرمانشاهی |
| آزاده                           | سه‌گاه       | هایده                  | رهی معیری            |
| رفتم                            | دشتی        | هایده                  | اسماعیل نواب صفا     |
| تَذَرو                            | ماهور       | محمدرضا شجریان         | بیژن ترقی            |
| مناجات نیمه‌شب (مرغ حق)          | همایون      | محمدرضا شجریان         | بیژن ترقی            |
| بگو چه کنم                      | نوا         | هایده                  | رهی معیری            |
| می‌میرم                          | نوا         | هایده                  | رهی معیری            |
| چرخ گردون                       | دشتی        | علی‌اصغر شاه‌زیدی        | بیژن ترقی            |
| سروش آسمانی                     | همایون      | علی‌اصغر شاه‌زیدی        | بیژن ترقی            |
| نمانده چرا                      | ابوعطا      | الهه و علیرضا افتخاری  | رحیم معینی کرمانشاهی |
| بگو که هستی                     | شور         | دلکش                   | بیژن ترقی            |